# Тягушев, Ефим Владимирович
Ефи́м Влади́мирович Тягушев (1919—1971) — участник Великой Отечественной войны, радист батальона связи 78-й отдельной стрелковой бригады 9-й армии Южного фронта, красноармеец, Герой Советского Союза.

## Биография
Родился 26 января 1919 года в селе Кендя (ныне — в Ичалковском районе Мордовии) в крестьянской семье. Мордвин.
Окончил 7 классов. Работал в колхозе «Новый путь» налоговым агентом сельсовета. Затем был разнорабочим в Кендянском торфопредприятии.
В 1939 году был призван в Красную Армию Ичкаловским райвоенкоматом Мордовской АССР. В полковой школе получил специальность радиста. Участник советско-финляндской войны 1939—1940 годов. Начало Великой Отечественной войны встретил под Одессой.
В апреле 1942 года 78-я отдельная стрелковая бригада, в составе которой был красноармеец Ефим Тягушев, вела бои в излучине реки Северский Донец, неподалёку от города Красный Лиман. В ночь на 20 апреля стрелковая рота переправилась на западный берег реки и выбила противника с господствующей высоты 158,6 вблизи села Долгенькое (ныне Изюмского района Харьковской области Украины). В составе десанта был и красноармеец Тягушев. Выполняя боевое задание, связисты развернули в захваченном блиндаже радиостанцию и корректировали огонь артиллерии, а также участвовали в отражении нескольких контратак противника. 21 апреля, когда гитлеровцы, перейдя в атаку на высоту, которую обороняло отделение Тягушева, окружили блиндаж, Ефим открыл из автомата огонь по противнику и по радио вызвал огонь советской артиллерии на себя. Один из снарядов попал в блиндаж. Тягушев получил контузию и потерял сознание. Гитлеровцы взяли его в плен.
Тягушев прошёл несколько концлагерей. Дважды бежал, но неудачно. Только третий побег 21 января 1943 года оказался успешным, и он возвратился в ряды Красной Армии. В дальнейшем принимал участие в боях на Таманском полуострове, в освобождении Крыма, Румынии, Югославии, Болгарии и Австрии.
В 1946 году Ефим Тягушев был демобилизован. Приехал в Хабаровск, куда перед войной уехали его родители. В 1952 году окончил Благовещенское речное училище. Работал в Амурском речном пароходстве начальником причала 12-го участка Хабаровского порта. С 1955 года трудился старшим приёмосдатчиком, мастером погрузо-разгрузочных работ на Иманской пристани на реке Уссури. Жил в городе Иман (с 1972 года — Дальнереченск) Приморского края.
Умер 27 января 1971 года. Похоронен на центральной аллее городского кладбища города Дальнереченска.

## Память
- В музее города Дальнереченск Герою посвящён целый стенд. На заработанные учащимися деньги ему установлен обелиск. Также Тягушеву посвящают стихи местные поэты, ежегодно в его честь проводят стрелковые соревнования[1].

## Награды
- Указом Президиума Верховного Совета СССР «О присвоении звания Героя Советского Союза начальствующего и рядового состава Красной Армии» от 13 декабря 1942 года за «образцовое выполнение боевых заданий командования на фронте борьбы с немецкими захватчиками и проявленные при этом отвагу и геройство» удостоен звания Героя Советского Союза (медаль «Золотая Звезда» № 4916)[2][3]
- Награждён орденом Ленина и медалями.